# Sarah Smeyers
Sarah Smeyers (Aalst, 8 oktober 1980) is een Belgische Vlaams-nationalistisch  politica voor N-VA.

## Levensloop
Smeyers promoveerde in 2003 tot licentiaat in de rechten en in 2004 tot licentiaat in het notariaat aan de Katholieke Universiteit Leuven en werkte haar stage af in een Aalsters notariskantoor. Beroepshalve werkte ze van 2004 tot 2007 als notarieel juriste.
Sarah Smeyers werd in 2001 actief bij Jong N-VA, zowel op nationaal als arrondissementeel vlak in Aalst-Oudenaarde. Van 2002 tot 2003 maakte ze deel uit van de Nationale Raad van Jong N-VA. In 2001 trad ze ook onmiddellijk toe tot het afdelingsbestuur van de Aalsterse N-VA-afdeling. Van daaruit werd ze in 2003 lid van het arrondissementeel bestuur Aalst-Oudenaarde en werd ze in 2004 verkozen in de nationale partijraad. In 2005 werd ze ook lid van het nationale partijbestuur.
Bij de federale verkiezingen van 2003 stond ze voor de eerste keer op de lijst. N-VA haalde toen de kiesdrempel net niet en viel zo terug op één parlementslid, Geert Bourgeois. De op dat moment 22-jarige Smeyers haalde ondanks haar 7de plaats een behoorlijk resultaat. Met de gemeente- en provincieraadsverkiezingen van oktober 2006 stond ze opnieuw op de lijst. Van op de 17de plaats op de gemeenteraadslijst, kreeg ze toch het tweede meest aantal stemmen van de N-VA-kandidaten achter haar naam. Op de provincielijst behaalde ze ook een meer dan behoorlijk resultaat, zonder echter verkozen te geraken.
Ze stond bij de federale verkiezingen van 10 juni 2007 op de tweede plaats van de kamerlijst CD&V/N-VA in Oost-Vlaanderen voor N-VA en werd met 21.015 voorkeurstemmen rechtstreeks verkozen in de Kamer van volksvertegenwoordigers, waar ze bleef zetelen tot in mei 2019. Bij de Vlaamse verkiezingen van 7 juni 2009, waarbij N-VA drie zetels haalde in Oost-Vlaanderen, steunde Smeyers de lijst als lijstduwer, maar ze werd niet verkozen. In de Kamer ging ze vooral de sociaal-economische dossiers opvolgen, alsook het beleid rond asiel en migratie. Ze was ook van 2007 tot 2008 voorzitter van de Kamercommissie Handels- en Economisch Recht, van 2010 tot 2012 voorzitter van de Kamercommissie Justitie, van 2012 tot 2014 quaestor en van 2014 tot 2016 bureaulid van de Kamer.
Bij de vertrouwensstemming over de regering-Verhofstadt III was zij het enige parlementslid van de meerderheid dat zich onthield. Dit nadat binnen de N-VA was afgesproken dat één Kamerlid zich kon onthouden, Sarah Smeyers werd uitgekozen bij de hieropvolgende loting. Ze was ook de hoofdindiener en voorvechter van het wetsvoorstel over de invoering van een algemeen rookverbod, samen met de Vlaamse Liga tegen Kanker.
Ze slaagde er ook in om als enige lid van de oppositie een wetsvoorstel goedgekeurd te krijgen. De wet Smeyers handelde over de afschaffing van de tweede zitdag bij openbare verkopen. Het voorstel werd zeer positief onthaald bij de Koninklijke Federatie van Belgische Notarissen, omdat het een werkelijke besparing voor de notarissen en de kopers inhield.
Ze zetelt sinds 2013 eveneens in de gemeenteraad van haar geboortestad en verblijfplaats Aalst. Het kwam in 2012 tot een bestuursakkoord in Aalst tussen N-VA, CD&V en sp.a (sp.a werd later opgevolgd door scheurpartij SD&P). Smeyers werd gevraagd deel uit te maken van de bestuursploeg en kreeg in het nieuwe college van burgemeester en schepenen de bevoegdheden Sociale Zaken en Wonen. Ze werd ook benoemd tot de nieuwe voorzitter van het Openbaar Centrum voor Maatschappelijk Welzijn van Aalst. Na de gemeenteraadsverkiezingen van oktober 2018 bleef ze schepen met de bevoegdheden Wonen, Sociale Zaken, Ouderenzorg en Welzijn en werd ze ook voorzitter van het Bijzonder comité voor de sociale dienst. Na de verkiezingen van oktober 2024 begon Smeyers aan haar derde termijn als schepen, met de bevoegdheden Wonen, Erfgoed, Vlaams Karakter en Juridische Zaken.
Bij de verkiezingen van mei 2019 stond ze op de tweede plaats van de Oost-Vlaamse N-VA-lijst voor het Vlaams Parlement. Ze werd verkozen en was er van oktober 2019 tot mei 2021 tweede ondervoorzitter van de commissie Algemeen Beleid, Financiën, Begroting en Justitie. Ook werd ze voor haar partij commissiecoördinator in de commissie Wonen en Onroerend Erfgoed. Bij de Vlaamse verkiezingen van juni 2024 werd ze vanop dezelfde plaats van de lijst herkozen. Vervolgens werd Smeyers actief in de commissies Algemeen Beleid, Financiën, Begroting en Justitie en Cultuur, Jeugd, Media en Sport.